# Casato di Reginar
Il Casato di Reginar (in seguito noto come Casato di Brabante) era un gruppo di parenti in Lotaringia durante i secoli dei Carolingi e degli Ottoniani. Furono la prima dinastia della Contea di Hainaut. Due membri del casato furono Duchi di Lorena, altri furono Langravi e poi Duchi di Brabante, Duchi di Limburgo e Duchi del Lothier (una regione nella Bassa Lotaringia). Il ramo principale si estinse nel 1355 e i ducati vennero assorbiti dalla Casa di Lussemburgo prima e dalla Casa di Valois-Borgogna dopo, nel 1383.
Esiste ancora oggi un ramo collaterale vivente, la Casa d'Assia, che governò Hesse dal 1264 al 1918. 

## Origini
L'antenato della Casata fu Gilberto (o Giselberto) conte del Maasgau (una regione sulla Bassa Mosa). Viene menzionato per la prima volta nel 841, quando era al servizio di Lotario I, ma durante la guerra civile del 840-843 Gilberto era al fianco di Carlo il Calvo, fratellastro di Lotario. Questo cambio di schieramento, visto come un vero e proprio tradimento, portò Lotario a punirlo. Gilberto, per farsi riammettere al suo servizio, rapì una sua figlia (della quale non conosciamo il nome) e la sposò.
Si ritiene che figli di Gilberto fossero Reginar di Lotaringia (850 circa - 915), nato da Ermengarda, la prima moglie di Giselberto, e Alberto, anche lui figlio di Ermengarda. Si suppone che Ermengarda fosse proprio la figlia di Lotario I.
Reginar fu il capostipite eponimo del Casato di Reginar. Succedette al padre a capo della contea di Maasgau e sebbene non prese mai i voti fu abate commendatario nell'Abbazia di Echternach tra 897 e 915, a Maastricht nel 898 e a Stablo e Malmedy negli anni 900-902. Fu anche conte di Mons e combatté e sconfisse Rollone nel 870.
In seguito alla morte di Carlo il Grosso, i Reginaridi cominciarono una lunga lotta con i Corradinidi per la supremazia in Lotaringia. Quando trionfarono, nel 910, Carlo il Semplice fu candidato come re. Furono le forze combinate di Bruno I di Lorena e dei Carolingi della Francia Ovest a rompere finalmente la presa sul potere dei Reginaridi. Nel 958, Reginar III ebbe le sue terre confiscate e ridistribuite a Gerardo, conte di Metz, dei Matfridi, nemici della sua famiglia sin dal regno di Sventibaldo.
I Reginaridi sostennero Lotario di Francia contro Ottone II, ma fecero un accordo con quest'ultimo nel 978. Tuttavia, i Reginaridi non furono più una famiglia unita dalla fine del X secolo. I loro discendenti a Mons e Lovanio continuarono, tuttavia, il loro spirito di opposizione al re. La casata fornì anche una regina consorte d'Inghilterra nella persona di Adeliza di Lovanio, che sposò Enrico I d'Inghilterra.

## Discendenti
Reginar prese in moglie Hersinda (o Hersenda), che alcuni documenti chiamano Alberada, ma della quale non si conoscono la famiglia e la provenienza. 

### Duchi di Lorena
Tra parentesi gli anni di governo
- Reginardo (910-915)
- Gilberto (915-939)[12]

### Conti di Hainaut
Tra parentesi gli anni di governo
1. Reginar I  (898; 908-915)
2. Reginar II (915-932)
3. Reginar III (940 circa - 958)
4. Reginar IV (973-974)
5. Reginar V (1013-1039)
6. Herman (1039-1051)

### Conti di Leuven e di Bruxelles
Tra parentesi gli anni di governo
1. Lamberto I (1003-1015): figlio di Reginar III e primo conte di Leuven
2. Enrico I (1015-1038): figlio di Lamberto I
3. Otto (1038-1040)
4. Lamberto II (1040-1054): figlio di Lamberto I
5. Enrico II (1054-1079): figlio di Lamberto I
6. Enrico III (1079-1086): figlio di Enrico II

### Duchi della Bassa Lorena
Tra parentesi gli anni di governo
1. Goffredo I di Lovanio (1106-1129): fratello di Enrico III conte di Leuven
2. Goffredo II (1139-1142)
3. Goffredo III (1142-1190)
4. Il ducato passa a Enrico I langravio di Brabante

### Conti di Leuven, di Bruxelles e Langravi di Brabante
Tra parentesi gli anni di governo
1. Enrico III (1085/86-1095): già conte di Leuven
2. Goffredo I (1095-1106)

### Conti di Leuven e di Bruxelles, Langravi di Brabante, Duchi della Bassa Lorena
Tra parentesi gli anni di governo
1. Goffredo I (1106-1139)
2. Goffredo II (1139-1142)
3. Goffredo III (1142-1190)

### Duchi di Brabante e Duchi di Lothier
Tra parentesi gli anni di governo
1. Enrico I (1190-1235): già duca di Brabante dal 1183/1184. Partecipò alla Terza Crociata. Nel 1208 venne proposto come re di Germania da Filippo II di Francia ma venne sconfitto a Bouvines. Tra 1233 e 1234 guidò la Crociata contro gli Stedinger
2. Enrico II (1235-1248)
3. Enrico III (1248-1261): il fratellastro Enrico I Langravio d'Assia eredita l'Assia dalla madre e diventa capostipite del Casato d'Assia
4. Enrico IV (1261-1267)

### Duchi di Brabante, di Lothier e Ducato di Limburgo|di Limburgo
Tra parentesi gli anni di governo
1. Giovanni I (1267-1294): fratello minore di Enrico IV di Brabante
2. Giovanni II (1294-1312): sposò Margherita d'Inghilterra
3. Giovanni III (1312-1355)
4. Giovanna (1355-1406): sposò Guglielmo II di Hainaut (prime nozze) e Venceslao I Duca di Limburgo (seconde nozze)